# Scyliorhinus hachijoensis
Scyliorhinus hachijoensis — вид акул з роду котяча акула родини котячих акул. Описаний у 2022 році.

## Поширення
Цей вид був зафіксований у водах навколо островів Ідзу (Японія). Усі екземпляри були виловлені на глибині 100—200 м навколо острова Мікурадзіма, 200—400 м навколо острова Хатідзьодзіма і бл. 500—600 м навколо острова Торісіма.